# Leichtathletik-Weltmeisterschaften 2009/Teilnehmer (Lettland)
| Gelbes Symbol für Goldmedaillen mit stilisierten Olympischen Ringen | Graues Symbol für Silbermedaillen mit stilisierten Olympischen Ringen | Braundes Symbol für Bronzemedaillen mit stilisierten Olympischen Ringen |
| ------------------------------------------------------------------- | --------------------------------------------------------------------- | ----------------------------------------------------------------------- |
| —                                                                   | —                                                                     | —                                                                       |

Der lettische Leichtathletik-Verband stellte 15 Athleten bei den Leichtathletik-Weltmeisterschaften 2009 in Berlin.

## Ergebnisse

### Männer

#### Laufdisziplinen
| Athlet             | Disziplin    | Vorlauf        | Vorlauf | Viertelfinale      | Viertelfinale      | Halbfinale         | Halbfinale         | Finale             | Finale             |
| Athlet             | Disziplin    | Zeit           | Platz   | Zeit               | Platz              | Zeit               | Platz              | Zeit               | Platz              |
| ------------------ | ------------ | -------------- | ------- | ------------------ | ------------------ | ------------------ | ------------------ | ------------------ | ------------------ |
| Ronalds Arājs      | 200 m        | 21,38 s        | 47      | nicht qualifiziert | nicht qualifiziert | nicht qualifiziert | nicht qualifiziert | nicht qualifiziert | nicht qualifiziert |
| Dmitrijs Miļkevičs | 800 m        | 1:48,43 min    | 37      |                    |                    | nicht qualifiziert | nicht qualifiziert | nicht qualifiziert | nicht qualifiziert |
| Dmitrijs Jurkevičs | 800 m        | 1:46,90 min SB | 16      |                    |                    | nicht qualifiziert | nicht qualifiziert | nicht qualifiziert | nicht qualifiziert |
| Staņislavs Olijars | 110 m Hürden | 13,59 s        | 17      |                    |                    | 13,50 s            | 17                 | nicht qualifiziert | nicht qualifiziert |
| Ingus Janevics     | 50 km Gehen  |                |         |                    |                    |                    |                    | DNF                | DNF                |

#### Sprung/Wurf
| Athlet             | Disziplin   | Qualifikation | Qualifikation | Finale             | Finale             |
| Athlet             | Disziplin   | Weite/Höhe    | Platz         | Weite/Höhe         | Platz              |
| ------------------ | ----------- | ------------- | ------------- | ------------------ | ------------------ |
| Māris Urtāns       | Kugelstoßen | 19,89 m SB    | 15            | nicht qualifiziert | nicht qualifiziert |
| Igors Sokolovs     | Hammerwurf  | 73,97 m       | 17            | nicht qualifiziert | nicht qualifiziert |
| Ainārs Vaičulens   | Hammerwurf  | 66,89 m       | 32            | nicht qualifiziert | nicht qualifiziert |
| Ainārs Kovals      | Speerwurf   | 79,76 m       | 8             | 81,54 m            | 7                  |
| Ēriks Rags         | Speerwurf   | 76,23 m       | 26            | nicht qualifiziert | nicht qualifiziert |
| Vadims Vasiļevskis | Speerwurf   | 86,69 m       | 1             | 82,37 m            | 4                  |

#### Zehnkampf
| Athlet        | Disziplin | 100 m      | Weit- sprung | Kugel- stoßen | Hoch- sprung | 400 m      | 110 m Hürden | Diskus- wurf | Stabhoch- sprung | Speer- wurf | 1500 m      | Punkte | Platz |
| ------------- | --------- | ---------- | ------------ | ------------- | ------------ | ---------- | ------------ | ------------ | ---------------- | ----------- | ----------- | ------ | ----- |
| Atis Vaisjūns | Ergebnis  | 11,27 s SB | 6,94 m       | 14,07 m       | 1,99 m SB    | 49,88 s PB | 15,27 s      | 42,02 m SB   | 4,40 m           | 57,50 m     | 4:52,08 min | 7507   | 34    |
| Atis Vaisjūns | Punkte    | 801        | 799          | 733           | 794          | 820        | 817          | 706          | 731              | 700         | 606         | 7507   | 34    |

### Frauen

#### Laufdisziplinen
| Athletin   | Disziplin    | Vorlauf    | Vorlauf | Halbfinale | Halbfinale | Finale             | Finale             |
| Athletin   | Disziplin    | Zeit       | Platz   | Zeit       | Platz      | Zeit               | Platz              |
| ---------- | ------------ | ---------- | ------- | ---------- | ---------- | ------------------ | ------------------ |
| Ieva Zunda | 400 m Hürden | 56,05 s SB | 16      | 56,66 s    | 18         | nicht qualifiziert | nicht qualifiziert |

#### Sprung/Wurf
| Athletin         | Disziplin | Qualifikation | Qualifikation | Finale             | Finale             |
| Athletin         | Disziplin | Weite/Höhe    | Platz         | Weite/Höhe         | Platz              |
| ---------------- | --------- | ------------- | ------------- | ------------------ | ------------------ |
| Madara Palameika | Speerwurf | 52,98 m       | 27            | nicht qualifiziert | nicht qualifiziert |

#### Siebenkampf
| Athletin      | Disziplin | 100 m Hürden | Hochsprung | Kugelstoßen | 200 m   | Weitsprung | Speerwurf | 800 m        | Punkte | Platz |
| ------------- | --------- | ------------ | ---------- | ----------- | ------- | ---------- | --------- | ------------ | ------ | ----- |
| Aiga Grabuste | Ergebnis  | 13,78 s      | 1,71 m     | 13,26 m     | 25,49 s | 6,40 m SB  | 43,52 m   | 2:17,43 s SB | 6033   | 13    |
| Aiga Grabuste | Punkte    | 1010         | 867        | 745         | 842     | 975        | 735       | 859          | 6033   | 13    |